# Eurycletodes abyssi
Eurycletodes abyssi är en kräftdjursart som beskrevs av Lang 1936. Eurycletodes abyssi ingår i släktet Eurycletodes och familjen Argestidae. Inga underarter finns listade i Catalogue of Life.